# Ryan Humphrey
Ryan Humphrey (Tulsa, 24 de julho de 1979) é um ex-jogador norte-americano de basquete profissional que atuou na  National Basketball Association (NBA). Foi o número 19 do Draft de 2002.